# La verità sul caso di Giorgio
La verità sul caso di Giorgio (The Truth about George) è un racconto dello scrittore inglese P. G. Wodehouse, pubblicato per la prima volta in volume nel 1927 nella raccolta di racconti Meet Mr Mulliner (in italiano: Mister Mulliner).

## Trama
George Mulliner, un nipote di Mr. Mulliner, fu colpito fin dall'infanzia da una terribile balbuzie, ma il difetto non lo rese infelice fino a quando non si innamorò di Susan Blake, la figlia del vicario di East Wobsley, il villaggio del Worcestershire nel quale entrambi vivevano. Deciso a sbarazzarsi della balbuzie, George si recò da uno specialista di Londra il quale, dopo aver attribuito la balbuzie alla timidezza, gli consigliò di fare ogni giorno una piccola conversazione con almeno tre perfetti sconosciuti come misura di rafforzamento dell'autostima.
Gli incontri non furono fortunati. La prima persona incontrata da George era anch'esso balbuziente e, per evitare equivoci, George finse di essere sordomuto. La seconda persona si rivelò essere un folle evaso dal manicomio locale che credeva di essere l'imperatore di Abissinia e desiderava effettuare un sacrificio umano con George come vittima sacrificale; per sfuggirgli George si rifugiò sotto il sedile di un treno in partenza. Partito il treno, una viaggiatrice, vedendo George emergere da sotto il sedile, e supponendo di essere in presenza del pazzo fuggito dal manicomio, tirò il segnale d'allarme costringendo il treno a fermarsi in piena campagna. Giorge si mise in fuga inseguito dai passeggeri e, soprattutto, dai contadini al lavoro nei campi vicino al punto in cui si era arrestato il treno. Inseguito da ventisette contadini, guidati da un uomo barbuto armato di forcone, George riuscì a fatica a giungere nella sua abitazione. Qui trovò Susan, venuta a chiedergli aiuto per risolvere dei giochi enigmistici; George le fece una eloquente dichiarazione d'amore. Da allora in poi non ebbe più problemi di balbuzie.

## Edizioni
Il racconto è stato pubblicato per la prima volta negli Stati Uniti sul settimanale Liberty del 3 luglio 1926 e contemporaneamente sul mensile britannico The Strand Magazine del luglio 1926. È il primo racconto, in ordine cronologico, nel quale compare il narratore Mr. Mulliner.
- P. G. Wodehouse, The Truth about George. In: Meet Mr Mulliner, London: Herbert Jenkins, 1927[3]
- P. G. Wodehouse, The Truth about George. In: Meet Mr Mulliner, New York: Doubleday, 1927
- P. G. Wodehouse, La verità sul caso di Giorgio. In: Mister Mulliner: romanzo umoristico inglese; traduzione di Alberto Tedeschi, Milano: Monanni, 1931, Coll. Nuovissima collezione letteraria n. 51
- P. G. Wodehouse, La verità sul caso di Giorgio. In:  Mister Mulliner: romanzo umoristico inglese; traduzione di Alberto Tedeschi, Milano: Bietti, 1933